# Полимерия
Полимери́я — взаимодействие неаллельных множественных генов, однонаправленно влияющих на развитие одного и того же 
признака; степень проявления признака зависит от количества генов. Полимерные гены обозначаются одинаковыми буквами, а аллели одного локуса имеют одинаковый нижний индекс. 
Полимерное взаимодействие неаллельных генов может быть кумулятивным и некумулятивным. При кумулятивной (накопительной) полимерии степень проявления признака зависит от суммарного действия нескольких генов. Чем больше доминантных аллелей генов, тем сильнее выражен тот или иной признак. Расщепление в F2 по фенотипу при дигибридном скрещивании происходит в соотношении 1:4:6:4:1, а в целом соответствует третьей, пятой (при дигибридном скрещивании), седьмой (при тригибридном скрещивании) и т.п. строчкам в треугольнике Паскаля.
При некумулятивной полимерии признак проявляется при наличии хотя бы одного из доминантных аллелей полимерных генов. Количество доминантных аллелей не влияет на степень выраженности признака. Расщепление в F2 по фенотипу (4n-1):1, где n - число пар неаллельных генов, ответственных за данный признак, при условии, что гибриды F1 гетерозиготны по всем парам взаимодействующих генов.
Пример полимерии — наследование цвета кожи и волос у людей, который зависит (в первом приближении) от четырёх генов с кумулятивным эффектом.